# Rhinecanthus
Poisson Picasso, Baliste Picasso
Genre
Rhinecanthus est un genre de poissons balistes rassemblant plusieurs Balistes picasso.
Ils doivent leur surnom à leur forme anguleuse, leur décoration complexe et à leurs couleurs vives.

## Liste d'espèces
Selon World Register of Marine Species (9 janvier 2014) :
- Rhinecanthus abyssus Matsuura et Shiobara, 1989
- Rhinecanthus aculeatus (Linnaeus, 1758) - Baliste picasso clair
- Rhinecanthus assasi (Forsskål, 1775) - Baliste picasso arabe
- Rhinecanthus cinereus (Bonnaterre, 1788)
- Rhinecanthus lunula Randall et Steene, 1983 - Baliste demi-lune ou Baliste picasso demi-lune
- Rhinecanthus rectangulus (Bloch et Schneider, 1801) - Baliste écharpe ou Baliste picasso à bandeau noir
- Rhinecanthus verrucosus (Linnaeus, 1758)

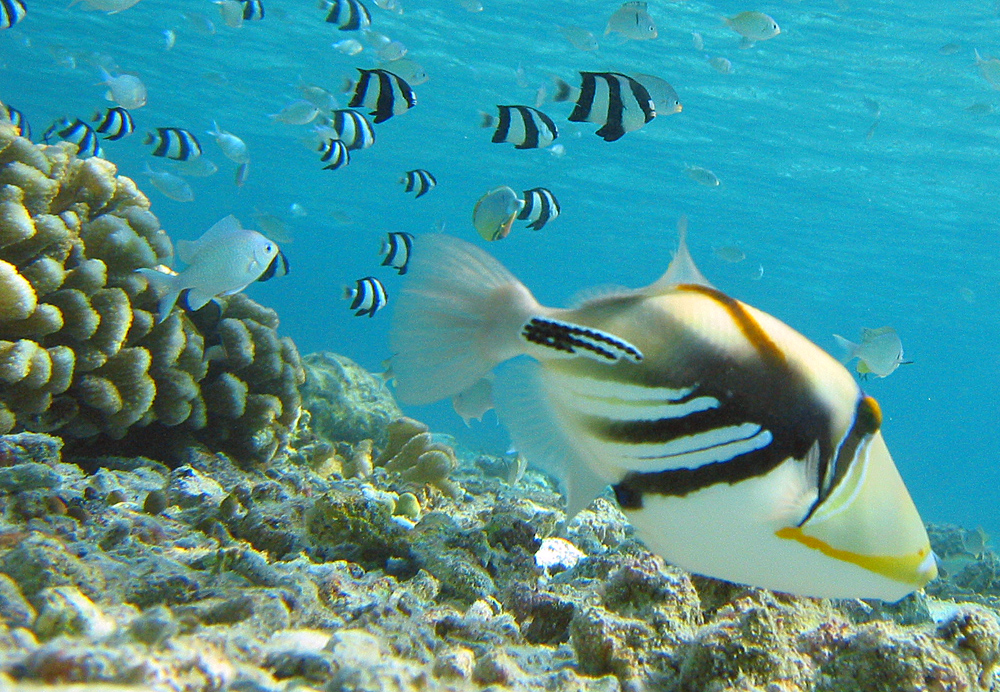
Baliste picasso clair (Rhinecanthus aculeatus)
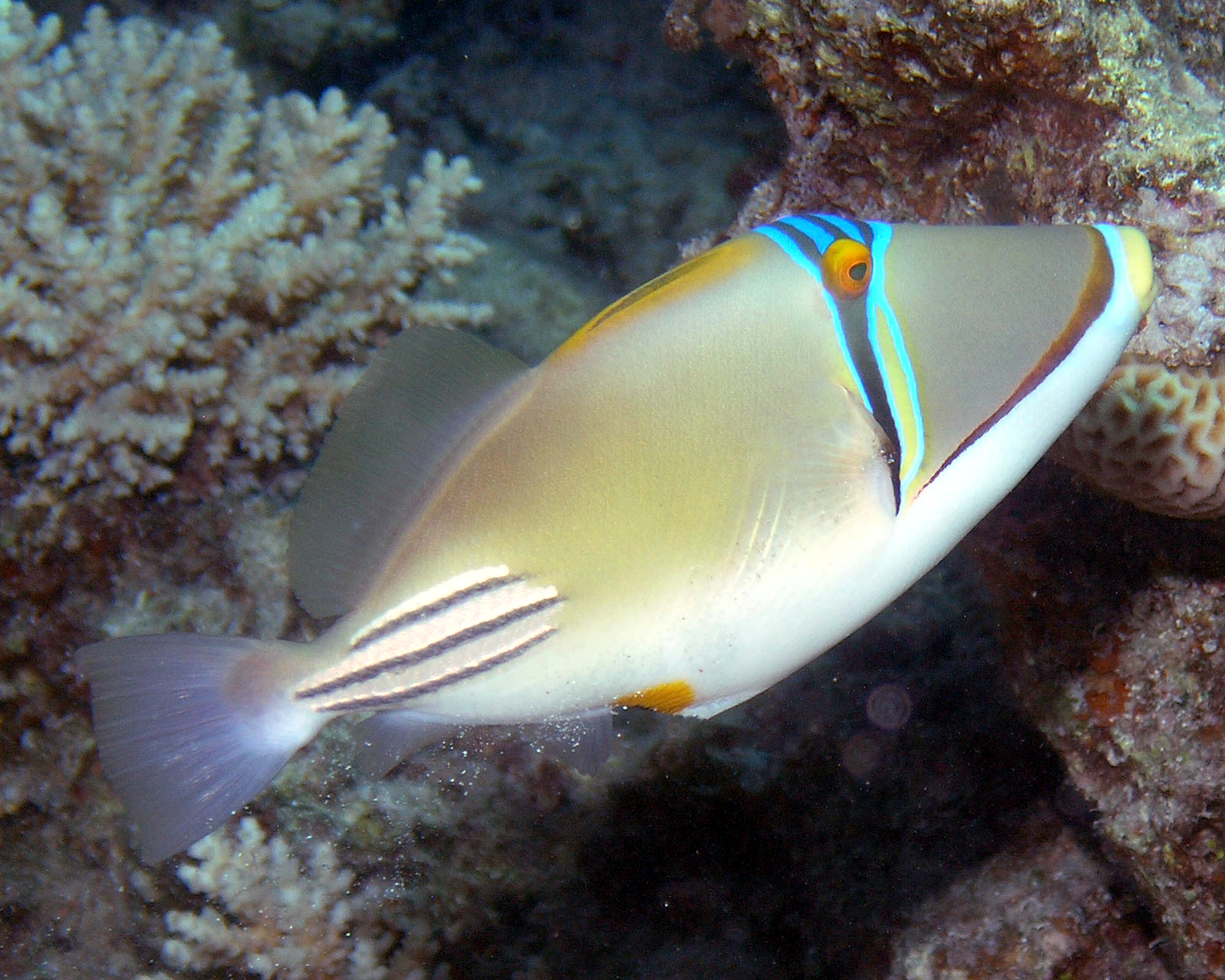
Baliste picasso arabe (Rhinecanthus assasi)
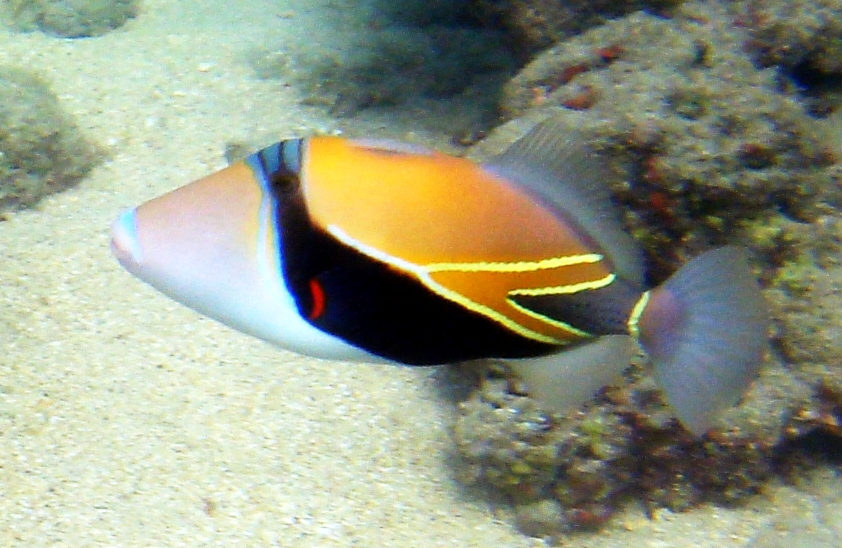
Baliste écharpe ou Baliste picasso à bandeau noir (Rhinecanthus rectangulus)
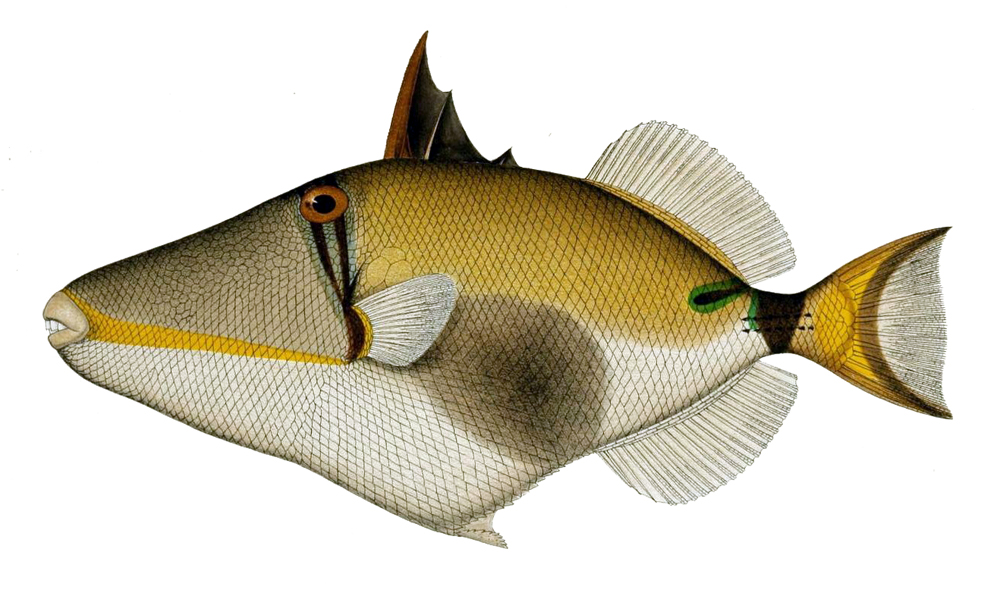
Rhinecanthus verrucosus